# Black Bank
Black Bank est une série de bande dessinée française écrite par Nicolas Tackian en compagnie de Stéphane Miquel, dessinée par Clément Sauvé et coloriée par la société Crazytoons.
Lancée en janvier 2007 par Soleil Productions dans la collection de 12 septembre, elle a été interrompue après la parution du premier volume faute de succès.

## Description

### Synopsis
Un criminel travaille au service du projet Black Bank pour démanteler les activités mafieuses de la Sun Bank.

### Personnages
Adrian StolkerLe criminel le plus recherchés est arrêté par Collin Bridge et s'évade grâce à l'agent Alicia Jones et le financier James Baeckes.
Alicia Jonesl'agent.
James BaeckesLe financier.
Collin BridgeL'agent de FBI.

## Publications en français
- 1 Business Clan,  (ISBN 978-2-84946-715-2), Soleil Productions, janvier 2007
Scénario : Nicolas Tackian et Stéphane Miquel - Dessin : Clément Sauvé - Couleurs : Crazytoons[1].